# Seddon (Neuseeland)
Seddon ist ein Dorf im Marlborough District auf der Südinsel von Neuseeland.

## Namensherkunft
Der Ort wurde nach Richard Seddon, dem früheren Premierminister von Neuseeland benannt.

## Geographie
Das Dorf befindet sich rund 19 km südöstlich von Blenheim am Awatere River, der rund 10 km nordöstlich in den Pazifischen Ozean mündet. Der New Zealand State Highway 1 und ebenso die Eisenbahnlinie des South Island Main Trunk Railway führen direkt durch das Dorf und teilen es in eine West- und eine Osthälfte. Rund 8 km südöstlich befindet sich der Lake Grassmere/Kapara Te Hau und nach Süden hin erheben sich die Ausläufer der Kaikoura Ranges.
Rund 1 km nördlich des Dorfes führt über den Awatere River die einzige Doppelstockbrücke Neuseelands, bei der ursprünglich der Straßenverkehr und der Eisenbahnverkehr auf zwei übereinanderliegenden Ebenen abgewickelt wurde. Für den Eisenbahnverkehr ist die Brücke noch in Betrieb, für den State Highway 1 jedoch, der bis Oktober 2007 noch darüber führte, wurde neben der Brücke eine weitere für den Straßenverkehr gebaut. Der Personenzug Coastal Pacific hat in Seddon einen Haltepunkt.

## Bevölkerung
Zum Zensus des Jahres 2013 zählte das Dorf 504 Einwohner, 1,2 % mehr als zur Volkszählung im Jahr 2006.

## Wirtschaft
Südöstlich des Dorfes wird am Lake Grassmere/Kapara Te Hau Meersalz gewonnen und die fruchtbare Ebene des Awatere River und Blind River mit all deren Zuflüssen für die Farmwirtschaft mit Schafzucht genutzt.

## Schienenverkehr
Durch Seddon führt die Bahnstrecke Christchurch–Picton. Sie verbindet den Ort mit Christchurch und den südlichen Landesteilen entlang der Ostküste sowie dem nördlichen Teil der Südinsel, wo in Picton ein Trajekt (Interislander Ferry) zur Nordinsel anschließt. Personenzüge halten im Bahnhof von Seddon aber nicht mehr.
Eine Besonderheit ist die Eisenbahnbrücke über den Awatere River unmittelbar nördlich von Seddon: Die obere Ebene der doppelstöckigen Brücke nutzt die Eisenbahn, während die Straße über die untere Ebene führte. Für den Straßenverkehr wurde aber im Oktober 2017 eine neue Brücke in Betrieb genommen.

## Erdbeben
Die Region um Seddon war seit dem Erdbeben vom 21. Juli 2013 mit der Stärke 6.5, bei dem das Epizentrum in der Nähe des Dorfes lag, Zentrum weiterer seismischer Aktivitäten. Sie fanden am 27. Januar 2014 mit dem Beben der Stärke 6.6 ihren Höhepunkt. Es gab keine größeren Schäden und keine Verletzten.